# Batticuore notturno - Ransie la strega
Batticuore notturno - Ransie la strega (ときめきトゥナイト?, Tokimeki Tunaito) è un manga scritto e disegnato da Koi Ikeno, edito dalla Shūeisha in Giappone dal 1982 al 1994 e raccolto in 30 tankōbon, seguiti poi nel 2000 dallo speciale Tokimeki Tonight: Hoshi no Yukue (ときめきトゥナイト - 星の行方?, Tokimeki Tunaito: Hoshi no Yukue, lett. Nei pressi di una stella) che conclude la serie. Nel 1982 il Group TAC ne ha tratto anche un anime televisivo in 34 episodi, diretto da Hiroshi Sasagawa con lo stesso omonimo titolo.
In Italia l'anime è stato trasmesso negli anni ottanta con il titolo Ransie la strega, mentre il manga è stato pubblicato da Star Comics solo a partire dall'ottobre 2002, con il titolo riadattato in Batticuore notturno - Ransie la strega, unendo titolo originale e italiano, con cadenza mensile e rispettando la suddivisione in 30 volumi scelta per l'edizione originale.
Esiste anche un remake del manga, fatto dalla stessa autrice nel 2002 e pubblicato pure questo in Italia, con il titolo Batticuore a mezzanotte - Ransie la strega.

## Trama
I primi 16 volumi del manga, la cui trama corrisponde a quella dell'anime, hanno come protagonista Ransie Lupescu (Ranze Etō), una studentessa delle medie, di 14 anni, apparentemente normale, che in realtà nasconde un grande segreto: è la figlia di un vampiro di nome Boris (Mori), scrittore di dubbio successo, e di una lupa mannara, l'aggressiva Shiira. Tutta la famiglia di Ransie proviene infatti da un universo sconosciuto ai terrestri, chiamato Mondo Magico (noto in Italia come "Regno Supremo" o "Inferno"), nel quale vivono appunto mostri e figure fiabesco mitologiche di ogni genere dotate di poteri soprannaturali.
Ransie ha come peculiarità fra le sue doti soprannaturali quella di assumere le sembianze delle vittime di un suo morso, lasciando lo sfortunato in stato incosciente, il tutto fino a quando Ransie non starnutisce riassumendo così il suo aspetto originario e facendo riprendere conoscenza al malcapitato di turno che tende a non ricordarsi di nulla.
Nonostante questo Ransie viene comunque educata come una umana e frequentando come tutti la scuola arriva ad invaghirsi di un compagno di classe, Paul Cavor (Shun Makabe), destando in un primo momento l'ira dei suoi genitori che preferirebbero naturalmente un genero proveniente dal Regno Supremo e dotato di poteri soprannaturali ed inoltre c'è una legge del Regno Supremo che impedisce alle creature magiche (meglio note come creature infernali) di imparentarsi con i comuni mortali, onde mantenere pura la specie. Il suo amore all'inizio non sarà ricambiato, poiché Paul sembra più concentrato sul pugilato e gli allenamenti e, come se non bastasse, a metterle i bastoni fra le ruote ci sarà pure la "simpatica" rivale Lisa (Yoko), innamorata anch'ella del ragazzo, orfana di madre e figlia di un boss della yakuza, omaccione grande e grosso innamorato della madre di Paul.
È invece innamorato di Ransie, non ricambiato, il compagno di scuola Donald, il primo della classe così come Aron il principe del Regno Supremo ed erede al trono.
La trama del manga e dell'anime a grandi linee ruota intorno a questo amore arricchendosi via via di nuovi spunti e particolari più o meno comici, nonché frequenti colpi di scena, tra cui, il più sconcertante sarà la rivelazione che Paul altri non è che il fratello maggiore di Aron, principe ed erede del Mondo Magico, allontanato alla nascita insieme alla madre e ignaro delle sue origini.

### Seconda e terza parte
Dal numero 17 fino al 22 inizia la seconda parte della storia, inesistente nella versione animata, in cui viene approfondito il personaggio di Narumi Ichihashi -amica d'infanzia di Ronnie Lupescu (Rinze Etō), il fratellino di Ransie- che ottiene casualmente il potere di dar vita a qualsiasi cosa attraverso il bacio.
Nella terza ed ultima parte (dal numero 23 al 30), al centro della narrazione vi sono invece le vicende amorose di Aira Makabe, la secondogenita di Ransie, dotata anch'essa di poteri magici molto misteriosi. Sullo sfondo sarà inoltre raccontato il tormentato rapporto d'amore tra Taku (fratello maggiore di Aira) e la principessa Coco (figlia del nuovo re del Mondo Magico, Aron, salito al trono dopo la morte del padre). A questi ultimi otto volumi segue il volume speciale conclusivo Hoshi no yukue ("Nei pressi di una stella").

## Personaggi

Ransie la strega

### Prima serie
In parentesi i nomi dell'adattamento televisivo italiano.
- Ranze Etō (Ransie Lupescu): Protagonista femminile della prima parte della serie, ha 14 anni (nella prima parte)
- Shun Makabe (Paul Cavor): Principe del mondo magico cresciuto sulla Terra e protagonista maschile della prima parte della storia.
- Yōko Kamiya (Lisa Thompson): Rivale ma poi amica di Ransie.
- Rinze Etō (Ronnie Lupescu): Fratellino di Ransie di 4-5 anni nella prima parte della storia, 13 nella seconda parte. Diventa il protagonista della seconda parte della serie.
- Mōri Etō (Boris Lupescu): Padre di Ransie e Ronnie, scrittore di libri.
- Shiira Etō (Shela Lupescu): Madre di Ransie e Ronnie.
- Aron Worenser: Figlio del Re del mondo magico e fratello gemello di Paul. È innamorato di Ransie.
- Sand: Il portavoce del re.
- Tamasaburo Kamiya (Thomas Thompson): Padre di Lisa e capo di una famiglia mafiosa.
- Hanae Makabe (Ania Cabor): Madre di Paul e Aron, infermiera. Il suo vero nome è Tana ed è la regina del mondo magico.
- Grande re del mondo magico (Satana nella serie televisiva italiana): Padre di Paul e Aron. Il suo vero nome (rivelato dall'autrice nelle schede dei personaggi sul volume 20 del manga) è Leopold Worenser.

#### Solo manga
- Moebius: Maga al servizio della famiglia reale
- George: shinigami amico di Sand e degli Eto
- Fira: Promessa sposa ed in seguito moglie di Aron
- Dirk Carlo: Mafioso romeno dotato di poteri paranormali. Discendente della famiglia reale del mondo magico.
- Zone: Re del mondo dei morti (Meioh), nemico principale della prima serie.
- Gian Carlo Worensen: Principe del mondo magico che combatté contro il Meioh 2000 anni prima dell'inizio della serie. Antenato di Dirk Carlo.
- T.E.: Personaggio simile ad un alieno. parodia di E.T. Viene inviato per aiutare gli Eto nella ricerca del principe
- Sari: Amica di Ranze in grado di gestire i sogni. Si sposerà con George.
- Keigo Tsutsui: Amico di Ranze e Paul che conosce il loro segreto. È infatuato di Ranze. Vive con la madre e il patrigno, nella cui clinica era ricoverata Narumi.

### Seconda serie (solo manga)
- Narumi Ichihashi: Fidanzata di Rinze e co-protagonista dell'arco narrativo.
- Mana Ichihashi: Sorellastra minore di Narumi. È una principessa del mondo delle fate, mandata sulla Terra quand'era neonata in modo che fosse protetta dalle fate malvagie.
- Sayoko Ichihashi: Madre adottiva di Mana e seconda moglie del padre di Narumi.
- Tipple: Principe delle fate ed amico di Narumi e Rinze.
- Dusa: Capo delle fate nere ed usurpatore del trono del mondo delle fate. Nemico della seconda serie.
- Coco Tina Worenser: Figlia di Aron e Fira, nata dopo che sono saliti al trono del mondo magico. Nella terza serie si fidanza con il cugino Taku.
- Taku Makabe: Figlio di Ranze e Paul. Diventerà il fidanzato di Coco nella terza serie.
- Riki Kazama: Marito di Yoko. Dopo il matrimonio prenderà il cognome della moglie.
- Futaba Anzai: Popolare idol compagna di classe ed amica di Narumi e Rinze. Innamorata di Kota, il migliore amico di Rinze.
- Kota Aoiyagi: Migliore amico di Rinze. Si fidanzerà con Futaba, come mostrato dall'autrice in una storia breve pubblicata alla fine del volume speciale "Nei pressi di una stella".
- Ichiro Saeki: Kohai di Narumi innamorato di lei. Si scoprirà essere il fratellastro di Riki e diventerà il successore della famiglia Kazama
- Yoko cane: Nella prima serie Yoko è stata trasformata più volte in cane. All'inizio della seconda serie lei ed il suo alter ego si separeranno.
- Run: Cane di Narumi. Compagno di Yoko cane
- Pupu, Pepe e Popo: Cuccioli di Run e Yoko cane

### Terza serie/Nei pressi di una stella
- Aira Makabe: Figlia di Paul e Ranze. Diventerà una grande maga dotata di 99 poteri dopo aver studiato con Moebius. È nata il 9 settembre
- Potato: Nipote di Yoko cane (alter ego canino di Yoko Kamiya), è famiglio di Aira ed è in grado di parlare.
- Taku Makabe: Primogenito di Paul e Ranze. Uno dei quattro principi del Mondo Magico, si sposerà alla fine della serie con sua cugina Coco, figlia del Grande Re. È la reincarnazione di Dirk Carlo.
- Kairi Minakami: Ultimo sopravvissuto del pianeta Starion, complementare di Aira. Ha un alter ego adulto (dovuto ad un viaggio nel tempo durante il quale ha perso la memoria) di nome Akimi Shingo.
- Mumu Kamia: Figlia di Yoko e Riki. Identica alla madre prima di diventare amica di Ranze. Le piace molto Taku, ma alla fine (come mostrato dall'autrice) si sposerà con Leon, figlio di Aron. È nata il 10 settembre
- Fuu Kamia: Fratello gemello di Mumu e migliore amico di Aira. È nato il 10 settembre
- Leon Padok Worenser: Figlio di Fira e Aron, fratello di Coco e futuro re del mondo magico. Al termine della serie scoprirà che la sua anima gemella è Mumu Kamia. È nato il 1º agosto
- Aldo: Esule del mondo magico e padre adottivo di Kairi
- Chiki Eto: Figlio minore di Rinze e Narumi
- Hiu Eto: Figlio maggiore di Rinze e Narumi
- Cometa: Essere intergalattico che si nutre dell'energia vitale dei pianeti. Nemico finale della serie, sconfitto da Aira e Kairi.

## Anime
È stato trasmesso dal circuito Euro TV e da diverse TV locali senza censura.
Le uniche modifiche (che però non hanno snaturato l'anime) hanno riguardato solo gli adattamenti dei nomi propri dei personaggi e il fatto che la famiglia Eto non viene fatta provenire dal Mondo Magico, bensì esplicitamente dall'Inferno (talvolta indicato come Regno Supremo) trasformando così anche il Grande Re direttamente in Satana, facendolo credere proprio il demonio. Un'altra differenza riguarda la professione di Thomas Thompson che nella versione originale è un boss della yakuza mentre nella versione italiana è un semplice commerciante.

### Doppiaggio
In questa tabella vengono resi noti i doppiatori e i rispettivi personaggi nell'anime. Il doppiaggio italiano è del 1983.
| Personaggio                         | Doppiatore originale | Doppiatore italiano |
| ----------------------------------- | -------------------- | ------------------- |
| Ransie Lupescu (Ranze Etō)          | Eriko Hara           | Beatrice Margiotti  |
| Paul Cabor (Shun Makabe)            | Yū Mizushima         | Marco Ioannucci     |
| Sheila Lupescu (Shiira Etō)         | Noriko Ohara         | Daniela Gatti       |
| Boris Lupescu (Mōri Etō)            | Yoshito Yasuhara     | Silvio Anselmo      |
| Ronnie Lupescu (Rinze Etō)          | Sanae Miyuki         | Gabriella Andreini  |
| Lisa Thompson (Yōko Kamiya)         | Mīna Tominaga        | Francesca Rossiello |
| Thomas Thompson (Tamasaburo Kamiya) | Junpei Takiguchi     | Nino Scardina       |
| Principe Aron (Aron)                | Hirotaka Suzuoki     | Stefano Onofri      |
| Donald                              |                      | Claudio Trionfi     |
| Peck                                |                      | Michela Pavia       |
| Sand                                | Hideyuki Tanaka      | Giuliano Santi      |
| Ania Cabor (Hanae Makabe)           | Yuri Nashiwa         | Michela Pavia       |
| Insegnante                          |                      | Giorgio Del Bene    |

### Colonna sonora
La colonna sonora originale è di Kazuo Otani, lo stesso autore delle musiche della serie Occhi di gatto.

#### Sigle giapponesi
Sigla d'apertura
- Tokimeki Tonight cantata da Harumi Kamo

Sigla di chiusura
- Super Love Lotion cantata da Harumi Kamo

#### Sigla italiana
- Ransie la strega cantata da I Cavalieri del Re

## Accoglienza
Nel sondaggio Manga Sōsenkyo 2021 indetto da TV Asahi, 150 000 persone hanno votato la loro top 100 delle serie manga e Batticuore notturno si è classificata al 66º posto.